# Okręg Yssingeaux
Okręg Yssingeaux (fr. Arrondissement d’Yssingeaux) – okręg w południowej Francji. Populacja wynosi 79 800.

## Podział administracyjny
W skład okręgu wchodzą następujące kantony:
- Aurec-sur-Loire,
- Bas-en-Basset,
- Monistrol-sur-Loire,
- Montfaucon-en-Velay,
- Retournac,
- Saint-Didier-en-Velay,
- Sainte-Sigolène,
- Tence,
- Yssingeaux.